# Salicacee
Salicaceele (Salicaceae) sunt o familie de plante superioare angiosperme dicotiledonate din ordinul Malpighiales care cuprinde circa 350 de specii de plante lemnoase, arbori și arbuști, dioici, cu răspândire mai mult holarctică. Frunze simple, alterne, întregi, rar lobate, stipelate. Flori unisexuate, dioice, nude, fiecare la bază cu câte o bractee (scvamă), grupate în amenți, care apar înainte de înfrunzire sau o data cu frunzele (mai rar după înfrunzire). După maturație cad de pe ramuri. Androceul cu două sau numeroase stamine. Gineceul cu ovar superior, unilocular, cu 2-4 stigmate adesea bilobate, cu placentație parietală și numeroase ovule. Polenizare anemofilă. Fructul o capsulă ce se desface în 2-4 valve, cu numeroase semințe mici, prevăzute cu smocuri de peri lungi, argintii. Flora României conține 33 de specii spontane și cultivate ce aparțin la 2 genuri: Salix și Populus. Mai multe specii au importanță economică și diverse utilizări.

## Specii din România
Flora României conține 33 de specii spontane și cultivate ce aparțin la 2 genuri: Salix și Populus:
- Plop = Populus
  - Plop alb = Populus alba
  - Plop negru canadian = Populus deltoides
  - Plop negru  = Populus nigra, Plută
  - Plop chinezesc = Populus simonii
  - Plop tremurător = Populus tremula
  - Plop negru hibrid = Populus × canadensis
  - Plop cenușiu = Populus × canescens
  - Plop euroamerican = Populus × Euramericana

- Salix = Sălcii
  - Salix acutifolia = Salcie, Răchită
  - Salix alba = Salcie albă
  - Salix alpina = Salcie, Răchită
  - Salix aurita = Salcie, Răchită
  - Salix babylonica = Salcie pletoasă, Salcie plângătoare
  - Salix bicolor = Salcie, Răchită
  - Salix caprea = Salcie căprească, Iovă
  - Zălog (arbust) = Salix cinerea
  - Salix daphnoides = Salcie brumărie
  - Salix elaegnos = Răchită albă
  - Salix fragilis = Salcie plesnitoare, Salcie fragedă
  - Salix hastata = Salcie, Răchită
  - Salix herbacea = Salcie pitică
  - Salix kitaibeliana = Salcie, Răchită
  - Salix myrtilloides = Salcie, Răchită
  - Salix pentandra = Salcie
  - Salix purpurea = Răchită roșie
  - Salcie pitică = Salix reticulata
  - Salcie pitică = Salix retusa
  - Salix rigida = Răchită americană
  - Salix rosmarinifolia = Salcie târâtoare, Salcia de nisipuri
  - Salix silesiaca = Iovă, Salcie căprească de munte
  - Salix starkeana = Salcie, Răchită
  - Salix triandra = Salcie cu frunze de piersic
  - Răchită, Mlaje  = ''Salix viminalis''
  - Salix × rubens = Salcie, Răchită